# Władysław Szajnocha

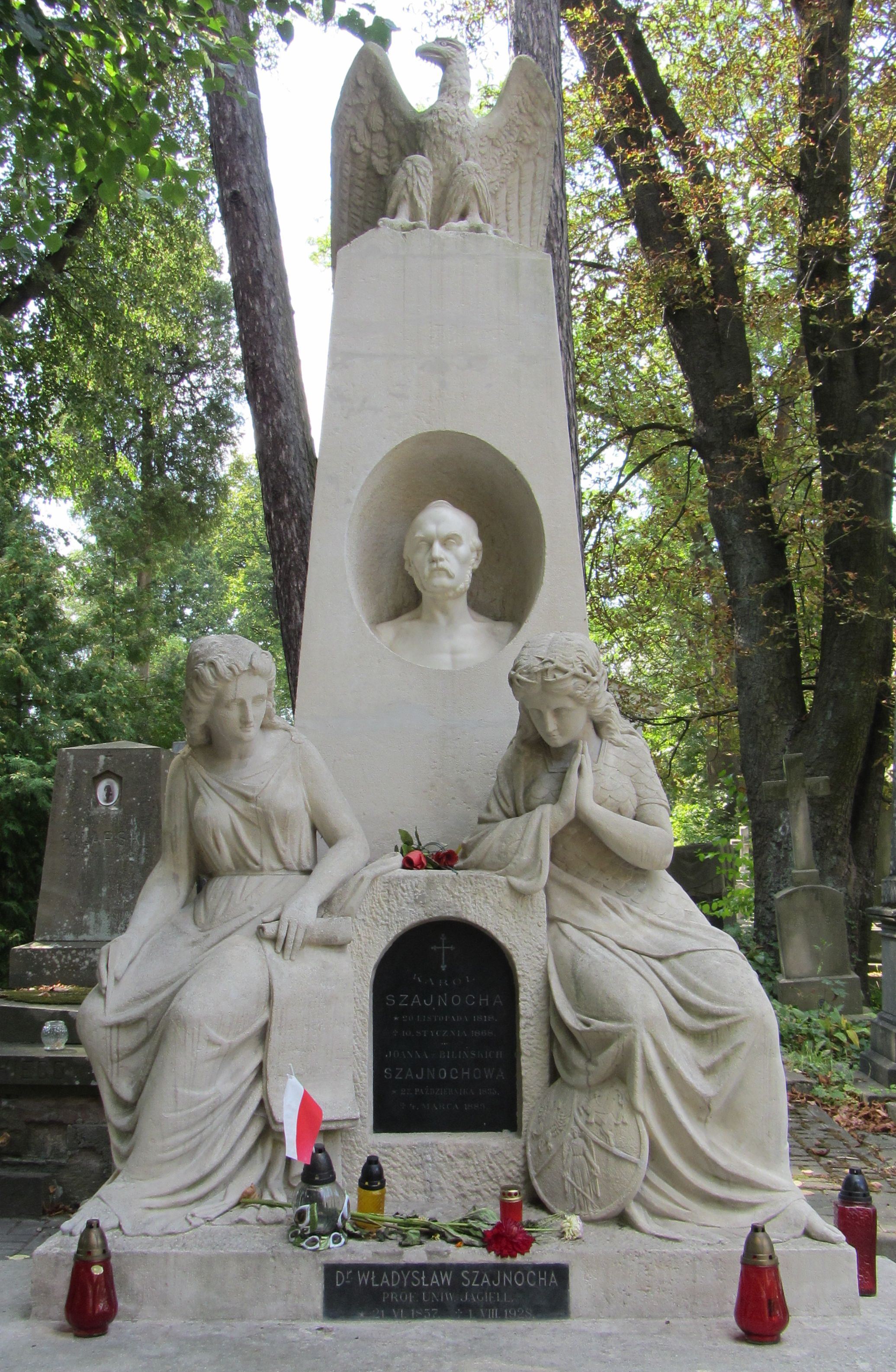
Grobowiec rodziny Szajnochów: Karola, jego żony Joanny i syna Władysława. Pomnik z roku 1868 dłuta Parysa Filippiego i Abla Marii Periera.

Władysław Wacław Szajnocha (ur. 28 czerwca 1857 we Lwowie, zm. 1 sierpnia 1928 w Jaworzu) – geolog, paleontolog.

## Życiorys
Jego dziadkiem był Wacław Scheinoha-Vtelenský (Czech), babką Maria z Łozińskich (Polka), ojcem historyk Karol Szajnocha, a matką Joanna Bilińska.
W latach 1876–1880 studiował na uniwersytecie i politechnice w Wiedniu. Pracował w wiedeńskim Zakładzie Geologicznym. Od 1885 mieszkał w Krakowie, będąc profesorem Uniwersytetu Jagiellońskiego, a od 1886 dyrektorem Gabinetu (następnie Katedry) Geologii UJ. Od 1895 był członkiem Akademii Umiejętności. W latach 1911–1912 oraz 1916–1917 pełnił funkcję rektora UJ.
Profesor Władysław Szajnocha był pierwszym prezesem Polskiego Towarzystwa Geologicznego, a wcześniej inicjatorem jego powstania na zebraniu 14 marca 1920 r. w kierowanym przez niego Zakładzie Geologii UJ. Był również wieloletnim członkiem oraz prezesem Towarzystwa Tatrzańskiego oraz rzecznikiem ochrony środowiska naturalnego Tatr.
Ogłosił wiele prac naukowych dotyczących głównie geologicznej budowy Karpat. W 1891 wydał pracę pt. „Źródła mineralne Galicji”. W 1910 wydał własnym nakładem książkę „Z Turkestanu. Kilka wrażeń z krótkiej podróży”.
Odbywał podróże badawcze w ramach geologii naftowej m.in. do Turkiestanu, Austrii, Norwegii, Szwecji.
29 kwietnia 1884 w kościele Matki Boskiej Śnieżnej we Lwowie poślubił Helenę Amalię Schenk, córkę sędziego Józefa Schenka (świadkami byli Karol Lidl i poseł Władysław Łoziński).
Zmarł 1 sierpnia 1928 w Jaworzu, gdzie przebywał na urlopie w sanatorium Jerzego Czopa. Pochowany został w grobowcu rodzinnym na Cmentarzu Łyczakowskim we Lwowie.

## Publikacje
- Płody kopalne Galicyi, ich występowanie i zużytkowanie. Cz.1, 1893
- Płody kopalne Galicyi, ich występowanie i zużytkowanie. Cz.2, 1894
- Przyszłość polskiego górnictwa, 1916
- Polskie Ministerstwo Górnictwa, 1919
- Budowa geologiczna źródłowisk Olzy koło Istebny na Śląsku Cieszyńskim, 1925
- Szczawy karpat wschodnich, 1927